# Джонсон, Вирджиния
Вирджиния Эдельман Джонсон (англ. Virginia Eshelman Johnson, 11 февраля 1925, Спрингфилд, Миссури — 24 июля 2013[…], Сент-Луис, Миссури) — американская учёная-сексолог.  Наиболее известна как член научного дуэта Мастерс и Джонсон.

## Ранние годы
Вирджиния родилась в Спрингфилде, Миссури. Была одарённым ребенком, на 2 года раньше окончила школу и уже в 16 лет поступила в Друри колледж (англ. Drury College), чтобы учиться музыке, но отказалась от обучения в пользу работы в государственной страховой компании. Там она провела 4 года, однако любовь к музыке подтолкнула её к продолжению образования в Миссурийском университете (англ. University of Missouri) и Музыкальной консерватории Канзаса (англ. Kansas City Conservatory of Music). Во время Второй мировой войны Джонсон выступала с музыкальной группой в качестве певицы.

## Сексологическая карьера
В 1957 году Вирджиния откликнулась на вакансию ассистента в департамент акушерства и гинекологии Вашингтонского университета (англ. Washington University School of Medicine), где и познакомилась с Уильямом Мастерсом, её коллегой в изучении сексуальности на ближайшие 35 лет. Учёные исследовали около 700 мужчин и женщин с целью понять их реакцию на различного рода сексуальную стимуляцию (во время полового акта или мастурбации). Результатом исследования стало открытие четырёхфазной модели реакции на половую стимуляцию, которая была описана в их книге "Сексуальная реакция человека" (англ. "Human Sexual Response") и включает в себя следующие фазы: возбуждение, плато, оргазм, завершение.
Также ими впервые были подробно описаны реакции женского тела на сексуальную стимуляцию и сделан вывод о способности женщин испытывать мультиоргазм.
Исследования Джонсон и Мастерса были по-настоящему революционными из-за табуированности темы секса и женской сексуальности, в частности. Учёные выступили освободителями американской сексуальности и впервые стали рассматривать женщину как полноправную участницу полового акта.

## Репрезентация в культуре
В 2013 году вышел американский сериал «Мастера секса» (англ. Masters of sex) по мотивам жизни и исследований Джонсон и Мастерса, где Вирджинию сыграла Лиззи Каплан (англ. Lizzy Caplan). Сама Вирджиния Джонсон не дожила всего несколько месяцев до премьеры сериала, скончавшись в возрасте 88 лет.